# Papegojelyckan
Papegojelyckan är en stadsdel i Lund. Statistiskt ingår den i Väster. I stadsdelen har vägnamnen främst fågelnamn som till exempel Örnvägen, Steglitsvägen, Trastvägen och Fasanvägen.
Områdets namn kommer av Lunds borgmästare under mitten av 1600-talet, Hendrik Pape. En populär tolkning säger dock att namnet kommer från medeltidens papegojskjutning. Det innebar att man tävlade i prickskytte mot en målad träfågel, i regi av det lokala Knutsgillet. Helt klart är dock att ordets andra del kommer av lycka i betydelsen mindre inhägnad åker eller äng.

## Centrum
När området byggdes på 1970-talet fick det ett stadsdelscentrum med en centrumbyggnad innefattande bland annat bibliotek och matbutik (länge Konsum, senare Coop Nära).
År 2018 presenterades planer på att riva centrumbyggnaden och bygga nytt med högre bostadshus.
Inför rivningen av centrumbyggnaden meddelade Coop att de skulle stänga butiken på Papegojelyckan för att satsa på de närliggande Nettobutiker man nyligen köpt. Butiken stängde slutligen den 30 september 2022. Coop avböjde att etablera sig i den nya butikslokal som skulle byggas på området. Istället meddelades det att Willys Hemma skulle öppna i den nya lokalen.